# 359P/LONEOS
Pour les articles homonymes, voir Comète LONEOS.
359P/LONEOS est une comète périodique tout d'abord identifiée comme un objet ayant l'apparence d'un astéroïde découvert le 21 août 2007 par le programme de relevé astronomique LONEOS et recevant le nom de 2007 RS41.
Un lien est établi avec une comète repérée le 22 août 2017 par le programme Pan-STARRS et dénommée 2017 Q2. Il s'agit d'un seul et même objet qui reçoit le nom définitif de 359P/LONEOS.